# Athyrium baldwinii
Athyrium baldwinii là một loài dương xỉ trong họ Athyriaceae. Loài này được C. Chr. mô tả khoa học đầu tiên.